# Гріхи Доріана Грея
Гріхи Доріан Грей (англ. The Sins of Dorian Gray) — американський телевізійний фільм 1983 року за мотивами роману Оскара Уайльда «Портрет Доріана Грея» (The Picture of Dorian Gray, 1890).

## Сюжет
Молода актриса отримує головну роль у новому фільмі. Відзнята кіноплівка з пробою до фільму залишається у неї на пам'ять. Після цього її кар'єра складається вдало, вона отримує нові ролі, славу і гроші. Але дивна річ, люди помічають, що з роками вона зовні зовсім не змінюється, її краса залишається недоторканою часом. Проглядаючи свою стару пробу актриса з жахом бачить, що на екрані вона літня жінка з обличчям у зморшках, потім старезна баба, потім напівживий труп. І справа не тільки в цьому. Залишаючись зовні юною, вона старіє душею, стає холодною і злісною.

## У ролях
- Ентоні Перкінс — Генрі Лорд
- Белінда Бауер — Доріан Грей
- Джозеф Боттомс — Стюарт Вейн
- Ольга Карлатос — Софія Лорд
- Майкл Айронсайд — Алан Кемпбелл
- Керолайн Йеджер — Ангела Вані
- Петсі Ран — Трейсі
- Роксанна Моффітт — Марі-Роз
- Джефф Браунштейн — Паркер
- Рой Вордсворт — Вікотр
- Пітер Хенлон — Крістіан
- Керол Робінсон — секретар
- Марк Даффі — ліфтер
- Труді Вайсс — особа у телестудії
- Хрант Альянак — менеджер нічного клубу
- Боб Коллінз — особа у телестудії
- Річард Комар — особа у телестудії
- Джеймс Кайон — особа у телестудії
- Джей Лоне — особа у телестудії
- Денні Лав — актор
- Расті Райан — актор